# Gauterio de Borgoña
Gauterio de Borgoña fue un noble francés, que fue arzobispo de Besanzón de 1162 a 1163 y luego obispo de Langres de 1163 a 1179.

## Biografía
Gauterio de Borgoña fue el undécimo y penúltimo hijo del duque Hugo II de Borgoña y de su esposa Matilde de Turena. Al ser el menor, sus padres lo destinaron a la carrera eclesiástica. Comenzó como canónigo, luego fue archidiácono de Langres y posteriormente deán de Besanzón.
En 1162 fue elegido arzobispo de Besanzón, pero su mandato fue breve. Durante las persecuciones de Federico Barbarroja contra el papa, a quien Gauterio apoyaba, el emperador lo presionó para que renunciara, considerándolo demasiado fiel a la Santa Sede.
En 1163 fue elegido por el capítulo y consagrado obispo de Langres. Quincuagésimo noveno en ocupar la sede, fue el primero en llevar los títulos de duque y par. En 1170 obtuvo del papa Alejandro III una bula que concedía al capítulo de Langres el derecho a elegir a su obispo, con exclusión de la nobleza y del pueblo; este privilegio fue posteriormente confirmado por el rey.
El abad Carlos Roussel destacó su apoyo a las instituciones religiosas: donó varias iglesias a las abadías de Beza y San Esteban de Dijon; aprobó la fundación de Beaulieu en el decanato de Pierrefaite; autorizó la donación de Voulaine a los Caballeros Templarios; respaldó la fundación de la Santa Capilla de Dijon, y otorgó cartas para el monasterio de Belfays y para el hospital de San Nicolás de Bar-sur-Aube.
En 1177 fundó la Cartuja de Lugny. Al año siguiente, su sobrino Hugo III de Borgoña le cedió el condado de Langres, que puso bajo la protección del rey Luis VII de Francia. En 1179 asistió como par a la coronación del nuevo rey Felipe II Augusto en la Catedral de Reims. Poco después renunció a su cargo episcopal y se retiró a la Cartuja de Lugny, donde tomó el hábito de San Bruno. Falleció allí el 6 de enero de 1180 y fue enterrado en el monasterio.

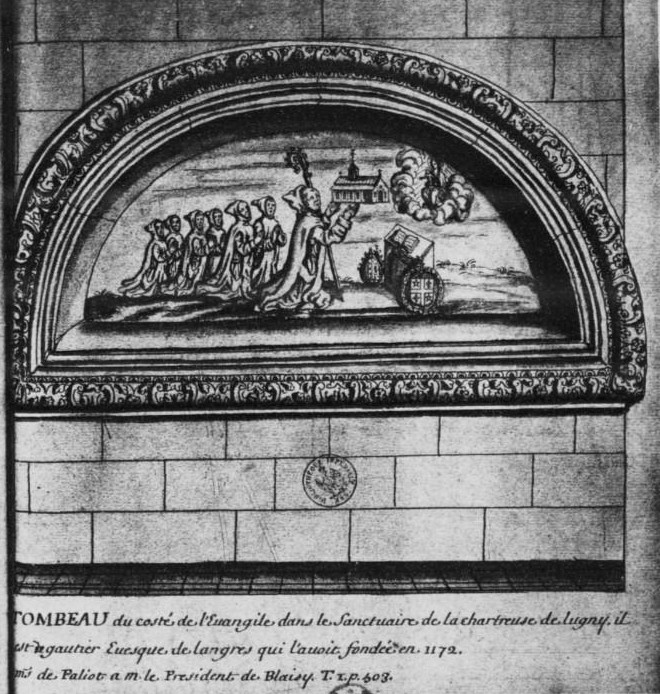
Dibujo de su tumba.